# Americas Rugby Championship
Die Americas Rugby Championship (ARC; informell häufig als „amerikanische Six Nations“ bezeichnet) war ein jährliches internationales Rugby-Union-Turnier zwischen sechs Ländern aus Nord- und Südamerika: Argentinien, Brasilien, Chile, Kanada, Uruguay und die Vereinigten Staaten. Ursprünglich traten ab 2009 verschiedene Kombinationen aus regionalen Auswahlteams und Reserve-Nationalmannschaften gegeneinander an. Seit 2016 nahmen die Nationalmannschaften der genannten Länder teil, wobei Argentinien aufgrund des großen Klassenunterschieds weiterhin durch seine Reserven vertreten wurde. Der Wettbewerb bot den Nationalmannschaften die Möglichkeit, zusätzliche Test Matches zu bestreiten, die für die World-Rugby-Weltrangliste zählten.

## Geschichte
Das im Jahr 2009 von World Rugby (damals noch International Rugby Board) als Ersatz für den Wettbewerb North America 4 ins Leben gerufene Turnier sollte den neu formierten kanadischen Regionalauswahlteams wettbewerbsfähigere Spiele gegen die Reserve-Nationalteams der Vereinigten Staaten und Argentinien ermöglichen. Die Sieger der ersten Austragung der Canadian Rugby Championship, die BC Bears, traten auf der internationalen Bühne gegen den Sieger des internationalen Halbfinalspiels zwischen der USA Select XV und den argentinischen Jaguares an. Die Jaguares setzten sich im Finale durch und gewannen damit den ersten Titel.
2010 erfolgte eine Reduktion von sechs auf vier Mannschaften reduziert, wobei die kanadische Division des Turniers gestrichen wurde, um ein ausschließlich internationales Turnier für Entwicklungsmannschaften zu schaffen. Zu den USA Select XV und den Jaguares gesellten sich die zweite Mannschaft aus Tonga und die Canada Selects, die sich aus den besten Spielern der Saison 2010 der CRC zusammensetzte. Jedes Team spielte einmal in einem Round-Robin-Format gegen jedes andere, wobei das Team mit den meisten Punkten am Ende den Titel gewann. Das Turnier wurde 2012 wieder aufgenommen, nachdem es 2011 wegen der Rugby-Weltmeisterschaft 2011 nicht stattgefunden hatte. Es hatte dasselbe Format wie 2010, allerdings nahm die uruguayische Nationalmannschaft anstelle von Tonga A teil. 2014 schickte Uruguay seine zweite Mannschaft Charrúas XV ins Rennen.
Das Turnier fand 2015 wegen der Weltmeisterschaft erneut nicht statt. Im Jahr 2016 wurde es neu aufgelegt und durch die Aufnahme von Brasilien und Chile auf sechs Mannschaften erweitert. Hatte es zuvor jeweils nur einen zentralen Austragungsort gegeben, fand das neue Turnier im Februar und März als eine Art amerikanisches Gegenstück zu den europäischen Six Nations statt. Die Teams trugen jeweils Heim- und Auswärtsspiele aus; ebenso nahmen Spieler teil, die bei europäischen Vereinen unter Vertrag standen. Die bisher letzte Austragung war 2019, wegen der COVID-19-Pandemie musste das Turnier 2020 abgesagt werden. Ob die Americas Rugby Championship in dieser Form erneut ausgetragen wird, ist derzeit unsicher, zumal mit dem 2021 eingeführten Profimeisterschaft Super Rugby Americas mittlerweile ein konkurrierender Wettbewerb existiert.
2018 und 2019 fand zusätzlich die Americas Rugby Challenge für schwächer eingestufte südamerikanische Nationalmannschaften statt.

## Mannschaften

### Aktuelle Teilnehmer
- Argentinien XV (Jaguares)
- Brasilien
- Chile
- Kanada
- Vereinigte Staaten
- Uruguay

### Frühere Teilnehmer
- BC Bears (2009)
- Ontario Blues (2009)
- Prairie Wolf Pack (2009)
- Atlantic Rock (2009)
- Tonga A (2010)
- Jaguares (2009–2014)
- USA Selects (2009–2014)
- Kanada A (2009–2015)

## Ergebnisse
| Austragung | Teams                                    | Sieger                                   |
| ---------- | ---------------------------------------- | ---------------------------------------- |
| ARC 2009   | 6                                        | Argentina Jaguares                       |
| ARC 2010   | 4                                        | Argentina Jaguares                       |
| ARC 2012   | 4                                        | Argentina Jaguares                       |
| ARC 2013   | 4                                        | Argentina Jaguares                       |
| ARC 2014   | 4                                        | Argentina Jaguares                       |
| ARC 2016   | 6                                        | Argentinien XV                           |
| ARC 2017   | 6                                        | Vereinigte Staaten                       |
| ARC 2018   | 6                                        | Vereinigte Staaten                       |
| ARC 2019   | 6                                        | Argentinien XV                           |
| ARC 2020   | Aufgrund der COVID-19-Epidemie abgesagt. | Aufgrund der COVID-19-Epidemie abgesagt. |